# Détritivore

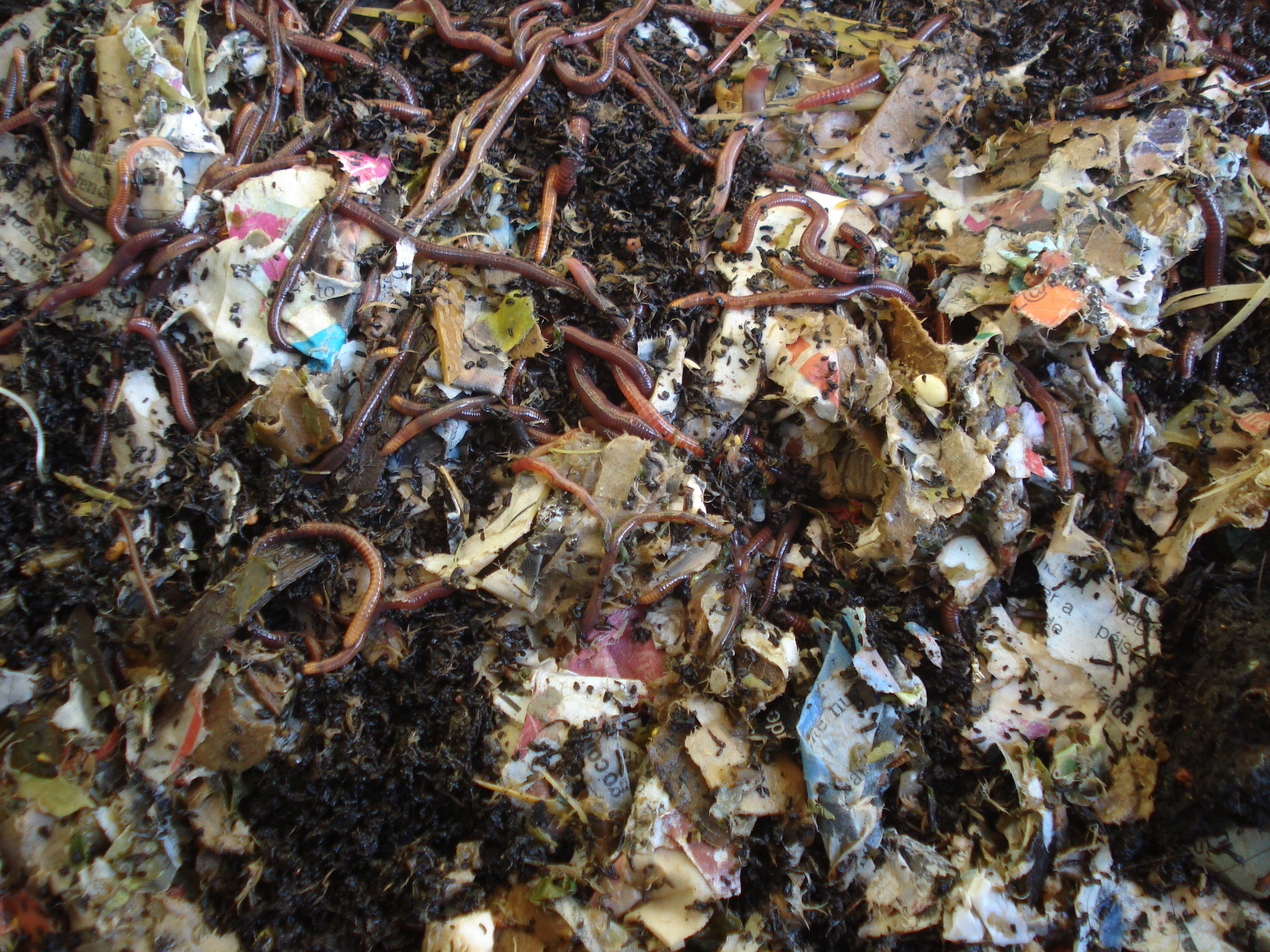
Lombrics sur vermicompost.

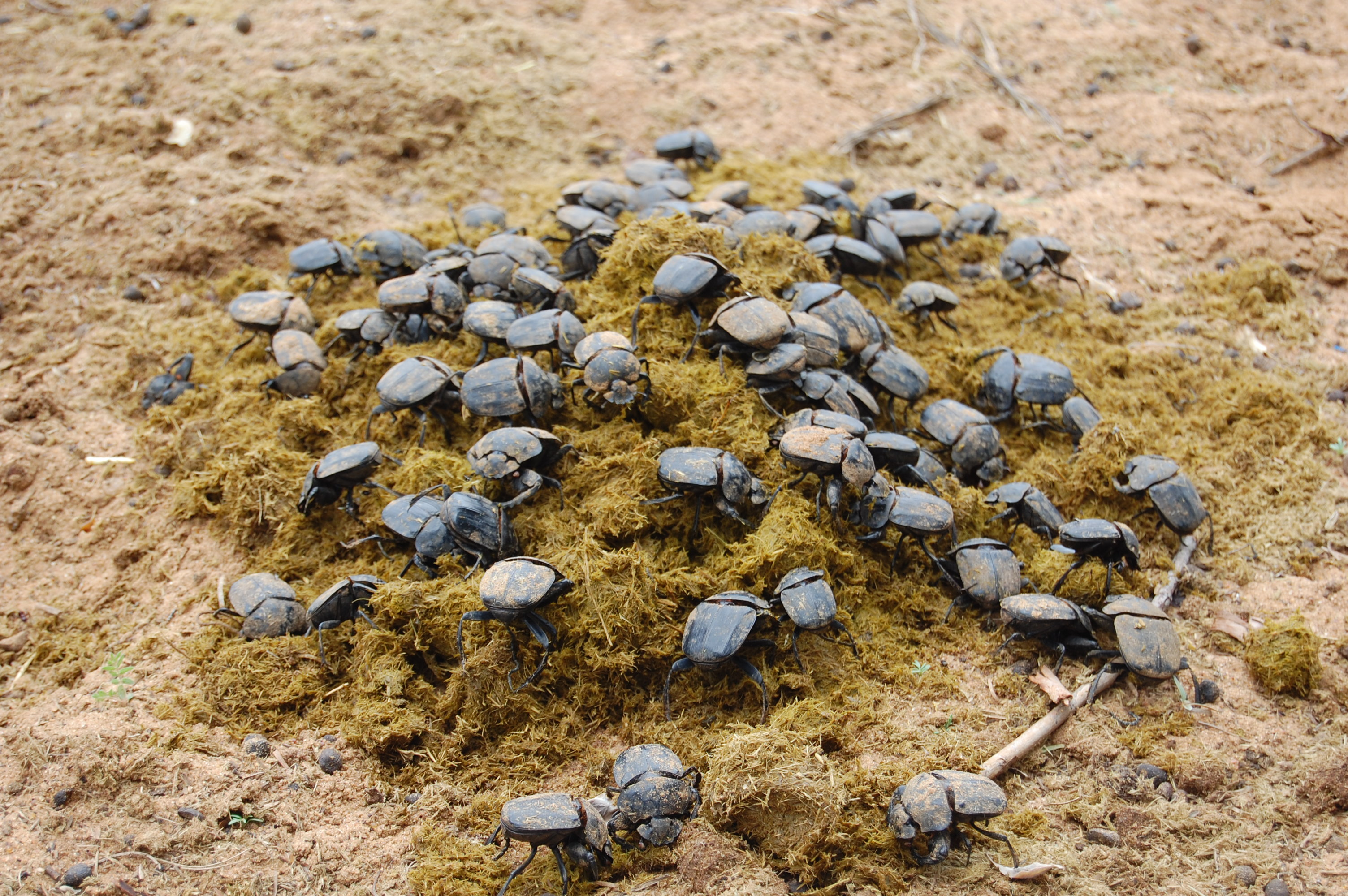
Bousiers décomposant du crottin de cheval.

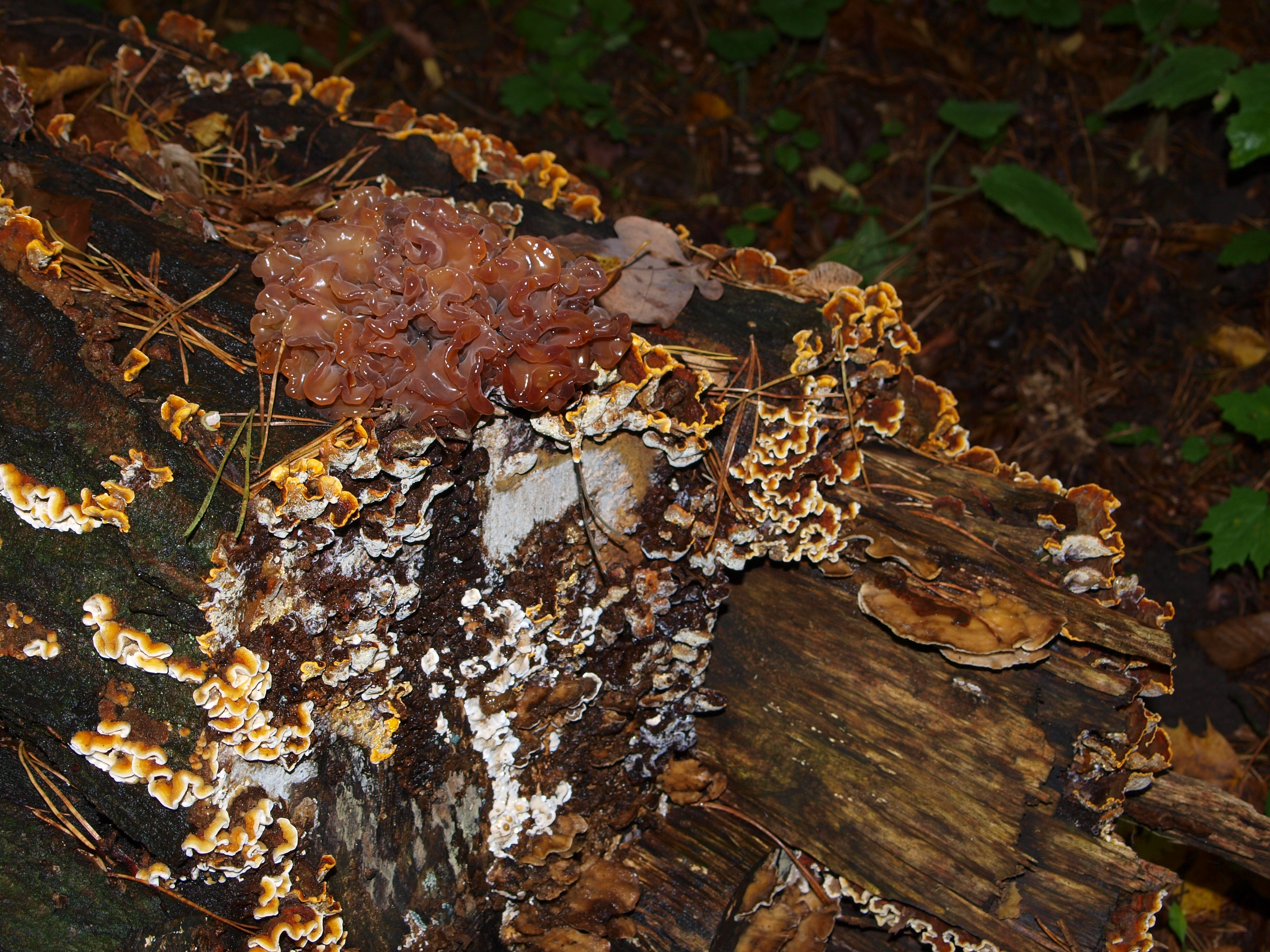
Champignons décomposant un tronc d'arbre.

Les détritivores, détritiphages ou saprophages sont des êtres vivants, des bactéries, champignons et invertébrés lato sensu, qui se nourrissent de débris animaux, végétaux ou fongiques qui sont des excrétats, excréments, sont en décomposition, ou font partie de la nécromasse.
Ils correspondent stricto sensu à des invertébrés (essentiellement des microarthropodes et des vers) qui amorcent l'action de décomposition, laquelle est achevée par les décomposeurs. Les écologues distinguent les nécrophages, les coprophages, les saprophages et les géophages (les vers de terre, diverses catégories d’Arthropodes comme les Collemboles et des Acariens de type Oribates dont le nombre dépasse souvent 400 000 au m2)
Ils remplissent des fonctions essentielles dans le réseau trophique car recyclant les composés organiques (y compris une grande partie des composés organiques toxiques) contenus dans les détritus et les sédiments. 
La faune du sol joue un rôle important pour l'équilibre des écosystèmes : la consommation des détritus organiques par les macro-détritivores de première ligne (Diplopodes et Oniscidae) rend accessible les nutriments pour les communautés de micro-détritivores (collemboles), bactériennes et fongiques par leur digestats et leurs excrétats. Ils contribuent de façon importante, par exemple, à la qualité de l'humus forestier ou prairial.

## Description
Certaines espèces de mouche, comme la mouche domestique (Musca domestica), sont saprophages et/ou détritivores. On parle également de saprotrophe. 

Certains champignons d'arbres des familles des Clavulinaceae et des Vuilleminiaceae sont saprotrophes.
Parmi ceux-ci on peut citer, le Pycnoporus cinnabarinus, le Trametes suaveolens, le Fomitopsis cajanderi, le Fomitopsis rosea, le Ganoderma tsugae, le Gloeophyllum sepiarium, le Trichaptum abietinum, le Trichaptum fuscoviolaceum...
Lorsque la matière en décomposition est issue d'un cadavre, on parlera plutôt de nécrophagie.
Dans un certain nombre de cas, les chaînes alimentaires débutent par de la matière organique morte et les consommateurs primaires sont qualifiés de saprophages ou détritivores.

## Remarques
Parfois, les petits invertébrés de la faune du sol (pédofaune) sont qualifiés de détritivores alors que leur régime alimentaire est autre.
Les pseudoscorpions ou les scolopendres sont ainsi carnivores.
Les êtres vivants qui se nourrissent par absorption, plutôt que par ingestion, de matières organiques mortes, ne sont pas dits détritivores mais saprophytes.
Le détritivorisme[réf. nécessaire] est le fait de vivre comme détritivore.